# Claus Wisser
Claus Wisser (* 30. Juni 1942 in Wiesbaden; † 4. Oktober 2023 in Frankfurt am Main) war ein deutscher Unternehmer und Kunstmäzen. Er gründete den Dienstleistungskonzern WISAG und leitete ihn bis 2011, als er den Vorsitz seinem Sohn Michael Wisser übergab und in den Aufsichtsrat wechselte. Er war Mitbegründer des Rheingau Musik Festivals und Vorsitzender von dessen Förderverein.

## Leben
Wisser wurde in Wiesbaden als Sohn eines Kaufmanns geboren. Er besuchte die Friedrich-List-Schule. Als er 14 Jahre alt war, musste sein Vater das Geschäft schließen. Der Junge übernahm unterschiedliche Gelegenheitsarbeiten, um sein Abitur zu ermöglichen. Während der Schulzeit trat er in die SPD ein. Er studierte Betriebswirtschaft an der Goethe-Universität Frankfurt und nahm an der beginnenden Studentenrevolte teil, um sich gegen die Notstandsgesetze einzusetzen. Er hörte Carlo Schmid in öffentlichen Vorlesungen der Universität.
Im Jahre 1965 brach Wisser das Studium ab und gründete ein Unternehmen für die Reinigung von Bürogebäuden, aus dem sich die WISAG entwickelte. Er führte das Unternehmen von kleinen Anfängen zu einem Dienstleistungskonzern, der unter anderem Reinigung, Grünflächenpflege, Sicherheit und Catering bietet. Die Dienste werden in Industrie, Verwaltung und Flughäfen geleistet, wo sie besonders den Verkehr am Boden umfassen. 2011 übergab er die Firmenleitung an seinen Sohn Michael Wisser und wurde Vorsitzender des Aufsichtsrats.
Wisser war 1987 mit Michael Herrmann, Tatiana von Metternich-Winneburg, Michael Bolenius, Hans-Clemens Lucht und Ulrich Rosin ein Gründungsmitglied des Rheingau Musik Festivals. Er löste Walter Fink als Vorsitzenden des Rheingau-Musik-Festival-Fördervereins ab. Zur Feier seines 60. Geburtstags am 30. Juni 2002 veranstaltete das Festival eine Aufführung von Carl Orffs Carmina Burana im Kloster Eberbach, mit dem Chor Orfeón Donostiarra und dem hr-Sinfonieorchester, geleitet von Hugh Wolff, die aufgezeichnet wurde. Wisser unterstützte auch die Museen Städelsches Kunstinstitut und Caricatura Museum für Komische Kunst sowie die Goethe-Universität.
In den Jahren 1999 und 2017 gehörte Wisser für die SPD der Bundesversammlung zur Wahl des Bundespräsidenten an. Im Jahre 2022 wurde ihm das Bundesverdienstkreuz 1. Klasse verliehen.
Claus Wisser starb am 4. Oktober 2023 an den Folgen einer Krebserkrankung im Alter von 81 Jahren.

## Auszeichnungen
- 2005: Georg-August-Zinn-Medaille[15]
- 2010: Hessischer Verdienstorden
- 2013: Ehrenplakette der Stadt Frankfurt am Main[9]
- 2015: ULI Leadership Award[16]
- 2022: Bundesverdienstkreuz 1. Klasse